# Cryobdella michaelseni
Cryobdella michaelseni is een ringworm uit de familie van de Piscicolidae. De wetenschappelijke naam van de soort is voor het eerst geldig gepubliceerd in 1911 door Johansson.